# NSA 91557
NSA 91557 ist eine Galaxie im Sternbild Haar der Berenice am Nordsternhimmel. Sie ist schätzungsweise 364 Millionen Lichtjahre von der Milchstraße entfernt und hat einen Durchmesser von etwa 40.000 Lichtjahren. Vom Sonnensystem aus entfernt sich das Objekt mit einer errechneten Radialgeschwindigkeit von näherungsweise 8.100 Kilometern pro Sekunde. Gemeinsam mit NGC 4113 bildet sie ein wechselwirkendes Galaxienpaar.